# Scaphidiodontidae
Famille
Les Scaphidiodontidae sont une famille de Ciliés de la classe des Cyrtophoria et de l’ordre des Cyrtophorida.

## Étymologie
Le nom de la famille vient du genre type Scaphidiodon, composé de scaph (du grec σκάφος / skáfos, « bateau »), et -diodon, « deux dents ; bi-denté », en référence à la forme de bateau de cet organisme ; la présence d'une unique pointe vers l'arrière et non de deux, comme semble signifier le suffixe diodon, laisse cependant planer un doute sur le sens de ce dernier.

## Description

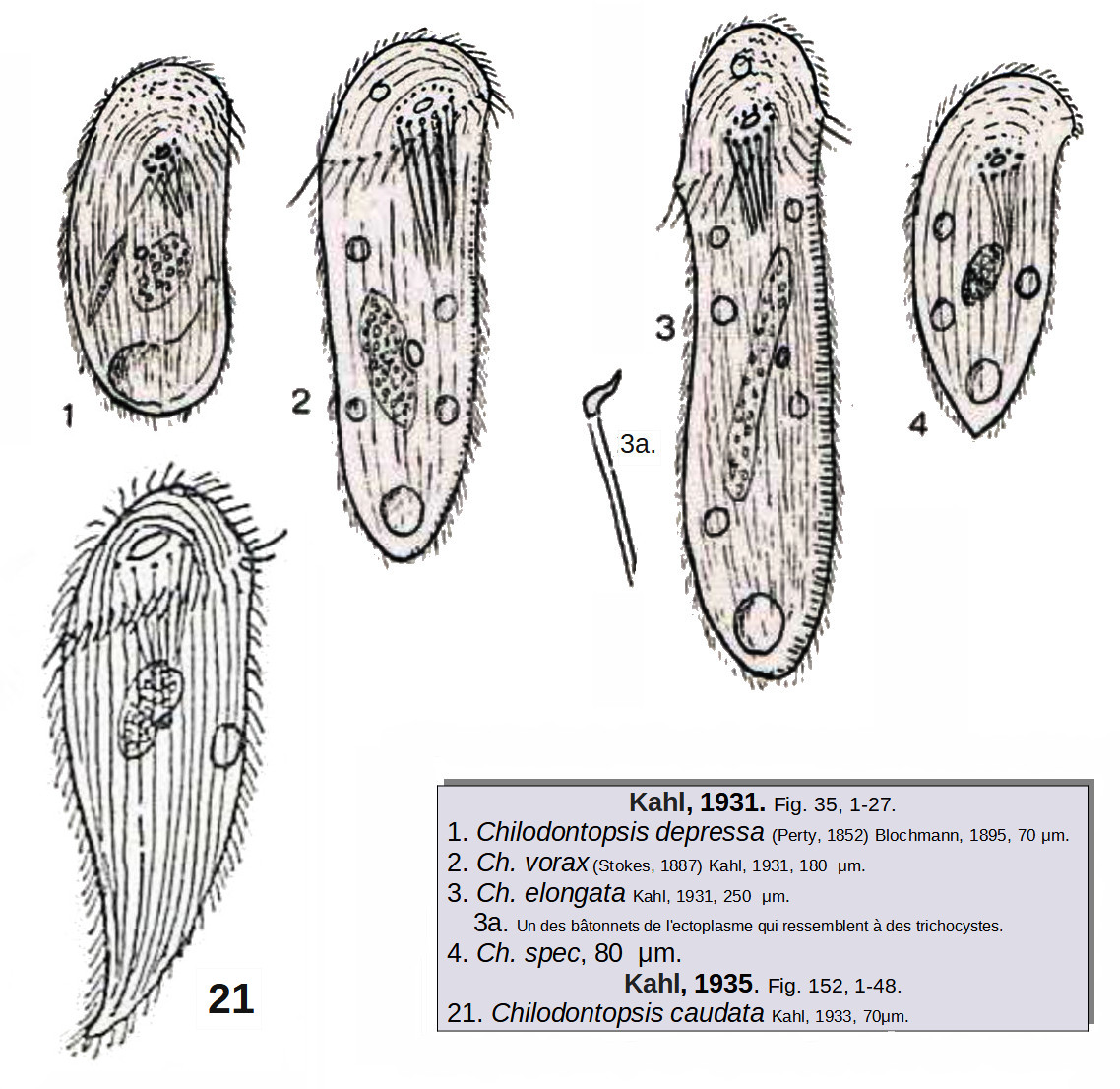
Divers Chilodontopsis (d'après Kahl 1931 et 1935).

Alfred Kahl fait la description suivante du genre Scaphidiodon : 

« (Organisme en) forme en forme de bateau, large et arrondie vers l'avant, plate ventralement, arquée dorsalement, s'effilant derrière et formant un fort stylet pointant vers l'arrière. La bordure est en forme de lèvre à l'avant. Les cils se décomposent en un champ préoral, délimité par une bordure du champ postoral ; ce champ se rétrécit vers l'arrière des deux côtés et se termine sur la puissante pointe quelque peu incurvée. Le piège se termine à la limite des deux champs. Les cils sont denses, étendus vers l’avant. Un macronoyau ordinaire, deux vacuoles contractiles à gauche. »

## Habitat et répartition
Scaphidiodon est un organisme marin récolté en mer Baltique.

## Liste des genres
Selon GBIF (11 décembre 2022) :
- Chilodontopsis Blochmann, 1895
- Scaphidiodon Stein, 1859[3]
  - Espèce type : Scaphidiodon navicula (Müller 1786) Stein, 1859

## Systématique
Le nom valide de ce taxon est Scaphidiodontidae Deroux, 1978.